# 奥斯瓦尔多·阿拉尼斯
奥斯瓦尔多·阿拉尼斯（西班牙語：Oswaldo Alanís，1989年3月18日—），墨西哥男子足球运动员，司职后卫。他曾代表墨西哥国家队参加2017年国际足联联合会杯，结果队伍获得第四名。